# マサカ県

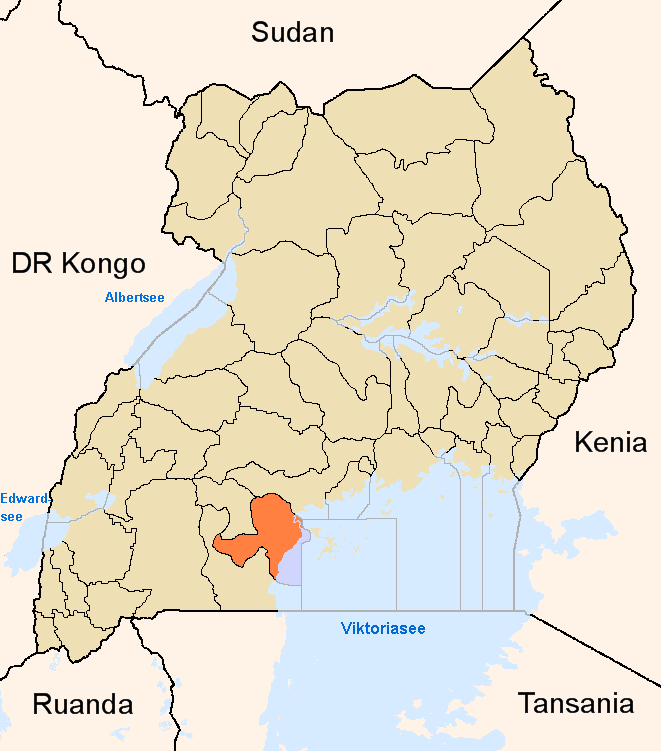
マサカ県と2001年から2005年の県境

マサカ県 (マサカけん、Masaka District) はウガンダ南西部、ブガンダ南西部の県。カンパラの南西およそ100km、カトンガ川以南のブドゥ地方東部に位置し、1997年には北西部がセンバブレ県に分割された。北部にブコマンシンビ郡、北東にカルング郡、南部にブコト郡と、郡と同格のマサカ市の4郡に、ブコマンシンビに4、カルングにルカヤを含め5、ブコトに11とマサカの3区を合わせ計23の副郡に127の教区が置かれている。2002年の国勢調査人口は 767,759 人。知事に相当する第5地域議会 (LC5) 議長はビンセント・センピジャ。

## 隣接する県
カトンガ川の北にムピジ県、ヴィクトリア湖の東にカランガラ県、南にラカイ県、西にリャントンデ県と接する。
- キョテラ県
- ルウェンゴ県
- ブコマンシンビ県
- カルング県
- カランガラ県

## 交通
マサカにはカンパラからタンザニア方面へ向かう幹線道が南北に走り、ムバララ、ントゥンガモ方面への幹線道が西に伸びる。